# Estat Català
O Estat Català (pronúncia catalã: /əsˈtat kətəˈla/ literalmente "Estado Catalão") é um partido político histórico nacionalista pró-independência da Catalunha (Espanha).

## História

Estelada Blava (bandeira independentista da Catalunha) usada sistematicamente pela primeira vez pelo Estat Català

O Estat Català foi fundado por Francesc Macià em 1922 em suas origens como uma organização política e paramilitar cujo objetivo era trazer a independência da Catalunha da Espanha. Durante a década de 1920, o partido esteve ativo na luta contra o regime do General Primo de Rivera e a monarquia. As suas ações incluíram uma tentativa fracassada de assassinato contra o Rei da Espanha Afonso XIII em uma operação da sua unidade paramilitar secreta chamada Santa Germandat Catalana de la Bandera Negra (Irmandade Catalã da Bandeira Negra) que ficou conhecida como Complot de Garraf (Conspiração de Garraf). O Estat Català também levantou um pequeno exército chamado o Exèrcit Català (Exército Catalão) liderado por Francesc Macià para assumir o controle do Principado de Prats-de-Mollo-la-Preste, na Catalunha do Norte Francesa.

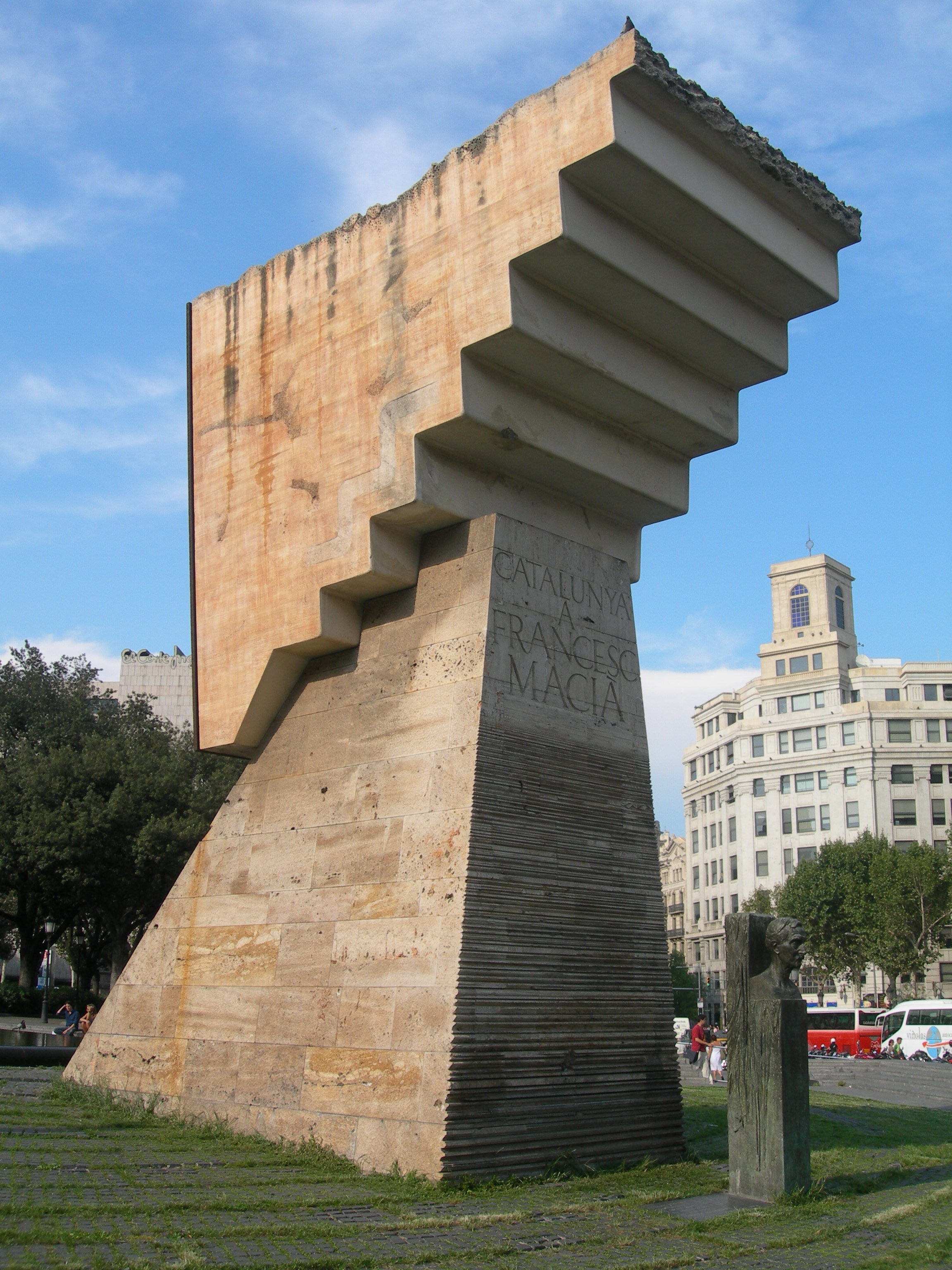
Monumento de Francesc Macià na Praça da Catalunha (Barcelona).

Quando o governo de Primo de Rivera proibiu movimentos separatistas, o partido tornou-se clandestino e Francesc Macià foi para o exílio. No entanto, o Estat Català foi um dos partidos que promoveram o "pacto de San Sebastian", com o nacionalismo Basco, os nacionalistas galegos e os republicanos Espanhóis eles concordaram em forçar um processo democrático na monarquia espanhola.
Durante uma conferência realizada nos dias 17 e 19 de Março de 1931 na rua Cros, no bairro de Sants, em Barcelona, o Estat Català juntou-se ao Partit Republicà Català e ao grupo político L'Opinió para formar a Esquerra Republicana de Catalunya. No entanto, dentro de Esquerra Republicana de Catalunya, a autonomia organizacional do Estat Català foi preservada e controlou a ala jovem influente do partido (conhecida como Joventuts d'Esquerra Republicana-Estat Català e, através de Francesc Macià, controlou a liderança do novo partido.
Em Abril de 1931, Francesc Macià proclamou a República Catalã em Barcelona e estabeleceu a Generalidade da Catalunha. Francesc Macià, com o apoio de uma grande maioria do povo Catalão, foi o primeiro presidente da restabelecida Generalidade. Após a morte de Francesc Macià (Dezembro de 1933) o Estat Català tentou manter o controle da Esquerra Republicana de Catalunya, competindo com o sucessor de Macià, o regionalista (em vez de independentista) Lluís Companys (cuja formação política estava no Partit Republicà Català (Partido Republicano Catalão)). A liderança do Estat Català coube a Josep Dencàs i Puigdollers e o Estat Català assumiu o controle do Conselho do Interior e as forças policiais da Catalunha. Após o fracasso da insurreição armada de Outubro de 1934, que opôs o governo autónomo da Catalunha e a sua polícia ao governo espanhol e ao exército espanhol, o Estat Català, depois de acusar Lluís Companys de perfídia, deixou a Esquerra Republicana de Catalunya e tornou-se novamente num partido independente. A ala jovem da Esquerra Republicana de Catalunya, tradicionalmente fortemente paramilitar, também deixou o partido e aderiu ao Estat Català. Em 1936 a Guerra Civil Espanhola começou.
O Estat Català lutou ativamente nas frentes de guerra, criando seu próprio corpo de voluntários, com as unidades militares mais importantes do Estat Català a serem as milícias montanhosas pirenaicas nomeadas Regimento Pirinenc de Catalunya, o Columna Macià-Companys e o corpo expedicionário que lutou em Maiorca chamado Columna Volant Catalana (mais tarde Brigada Mista 132).
O Estat Català opôs-se ao processo revolucionário na Catalunha durante a guerra e à entrega do poder do presidente Lluís Companys aos sindicatos anarquistas. As relações entre o Estat Català e a Esquerra Republicana de Catalunya ficaram muito más. O Estat Català planejou uma conspiração para assumir o controle do governo Autónomo da Catalunha usando as suas unidades militares e a polícia da Catalunha para voltar a liderar a situação usando a força para poder proclamar a independência da Catalunha. A conspiração foi descoberta em Setembro de 1936 e os principais líderes do Estat Català foram obrigados a fugir para a França.
A partir de 1939, tendo perdido a guerra, muitos dos combatentes do partido foram executados ou morreram no exílio. Além disso, alguns militantes no exílio na França foram capturados pelo governo Francês, entregues aos nazis alemães e deportados para os campos de extermínio de Mauthausen e Gusen. Aqueles que permaneceram livres juntaram-se à Resistência Francesa e trabalharam intensamente para ajudar aviadores e Judeus aliados a escapar da França ocupada e contra o Estado Franquista até a sua morte.
O Estat Català também deu ao nacionalismo Catalão uma visão globalizada da nação Catalã: Já em 1942, o partido publicou o primeiro mapa dos chamados "Países Catalães", que incluiu o Principado (com a Catalunha do Norte incluída), a Comunidade Valenciana, as Ilhas Baleares, a área coexistente da Catalunha com Aragão (conhecida como La Franja ou A Faixa) e a antiga cidade Catalã de Alghero na Sardenha.
Em 1975, após a morte de Franco, a Espanha iniciou um processo de democratização. Em 1976, após décadas de sigilo, o Estat Catalá reivindicou novamente a sua legalização sob a direção de membros históricos do partido, como Josep Planchart i Martori, Ramón Río, Xavier Balagueró i Ràfols, Jaume Ros i Serra, Martí Torrent i Blanchart, etc. Apoiantes do movimento de independência dos Países Catalães foram declarados, conscientes das interclasses e receberam a adesão de militantes históricos dos anos da fundação do partido como Ventura Gassol i Rovira. No momento em que as eleições gerais Espanholas de 1977 foram realizadas o Estat Català ainda não havia sido legalizado e teve que formar uma coligação com outros partidos na mesma situação (como a Esquerra Republicana de Catalunya). O Estat Català conseguiu a legalização nesse mesmo ano e, em 16 de Setembro de 1977, foi finalmente registrado no Registro de Partidos Políticos do Ministério del Interior. Posteriormente falou contra a aprovação da Constituição Espanhola de 1978 e a autonomia política regional, já que considerava-os instrumentos contrários às liberdades plenas dos Catalães, assim como uma continuação do Estado Espanhol do Caudillo Franco. De acordo com o posicionamento do Estat Català, sustentado já durante o Estado Espanhol em considerar a possibilidade de uma reivindicação futura do Estatuto, um Estatuto como o de 1979 permaneceu subordinado a uma Constituição em negar os direitos nacionais inalienáveis e impor uma monarquia Borbónica como herdeira da Espanha Franquista.
O Estat Català contestou as eleições gerais Espanholas, mas inicialmente não participou nas eleições regionais Catalãs, a fim de não reduzir o voto dos outros partidos nacionalistas. Nas eleições gerais Espanholas de 1979 obteve 6.328 votos, o que correspondeu a 0,29% do total. A nível municipal o Estat Català tem-se apresentado repetidamente às eleições em nome próprio ou através da sua coalizão, Acció Municipal Democràtica (AMD).

## História recente
O Estat Català contestou várias eleições, mas nunca alcançou um resultado melhor do que 0,6% dos votos na Catalunha. A nível municipal, através da sua coalizão municipal Acció Municipal Democràtica, conseguiu um número variável de vereadores dependendo do combate eleitoral e também do governo de algumas cidades (45 vereadores 1979, 9 vereadores e dois prefeitos 2007, etc...)
Em relação aos resultados recentes, o Estat Català contestou as eleições para o Parlamento da Catalunha em 1999, obtendo 1.174 votos (0,06%). Nas eleições gerais Espanholas de 2000, obteve 2.321 votos para o Congresso de Deputados (0,07%) e 17.825 no Senado (0.53%), nas eleições no Parlamento da Catalunha (2003) obteve 1.890 votos (0,06%) e nas Eleições no Parlamento Europeu de 2004 obteve 1.540 votos (0,07%). A partir de 2004, o partido não concorreu em eleições, exceto para eleições locais através da sua coalizão municipal Acció Municipal Democràtica com a qual obteve, em 2007, 9 vereadores que lhe permitiu sustentar o governo de duas câmaras municipais.
Nos últimos anos, diferentes grupos têm discutido sobre quem são os herdeiros do partido histórico, num momento em que o apoio à independência é uma política multipartidária amplamente apoiada e o Estat Catalá tem apoiado diferentes opções em diferentes eleições, Esquerra Republicana, Solidaritat Catalana per la Independência, etc.